# Aragac
Aragac (arménsky Արագած) je nejvyšší hora Arménie. Je to stratovulkán. Má čtyři vrcholy čnící nad rozlehlým kráterem, z nichž nejvyšší je severní, dosahující nadmořské výšky 4095 m. Po úbočí stoupá přístupová cesta do výšky přes 3450 m n. m. až k jezeru Kari, u kterého stojí meteorologická stanice. Vrcholové partie nejsou příliš obtížným horolezeckým terénem. Výstup na všechny čtyři vrcholy lze při lehce nadprůměrné fyzické kondici zvládnout za jeden den.[zdroj?] Na severním svahu pramení řeka Kasach.
Na jižním svahu Aragace jsou zříceniny středověké pevnosti Anberd. Aragac zdolali horolezci poprvé v roce 1843. Od roku 1951 je na svahu Aragacu horolezecko-turistický tábor.

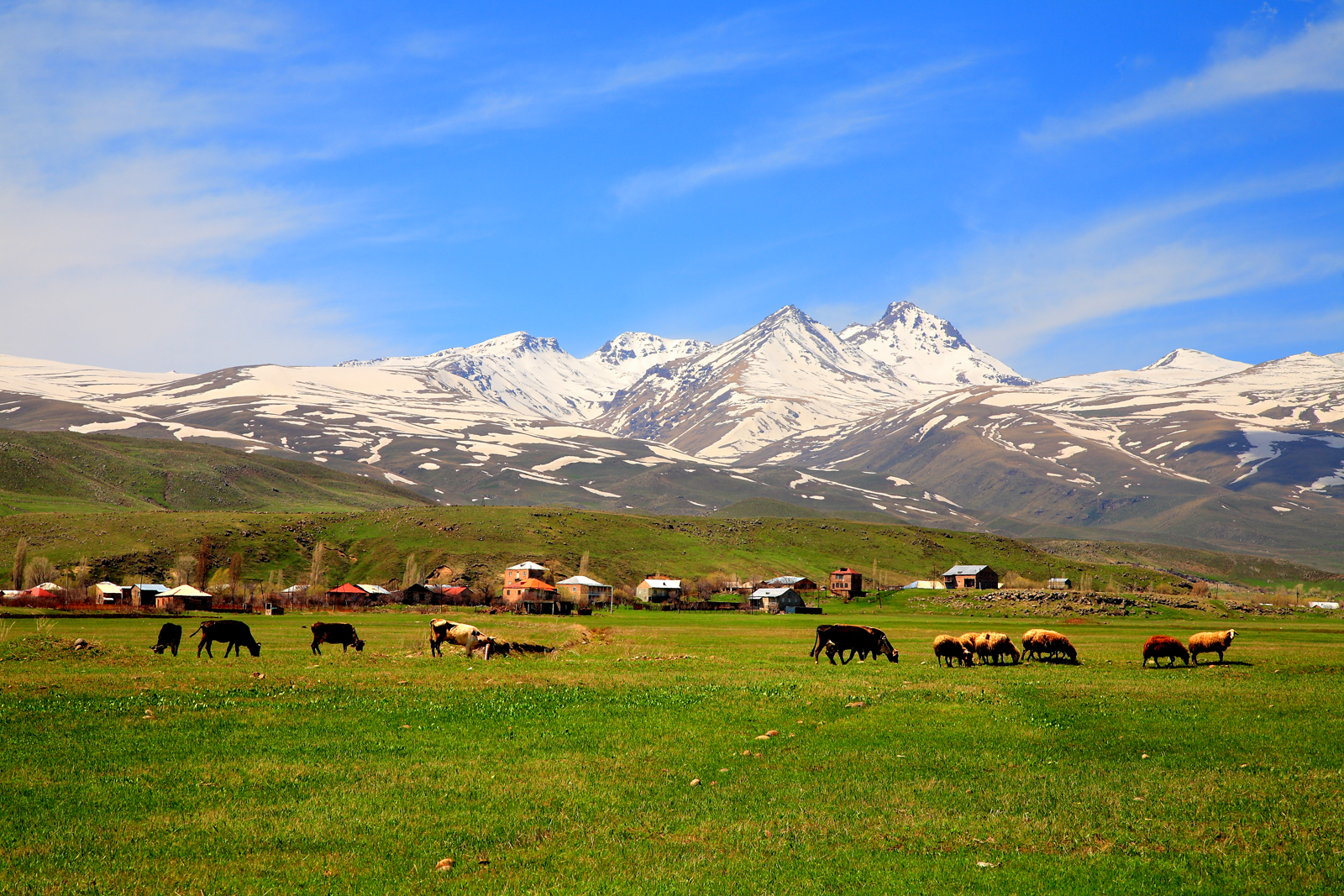
Aragac z údolí
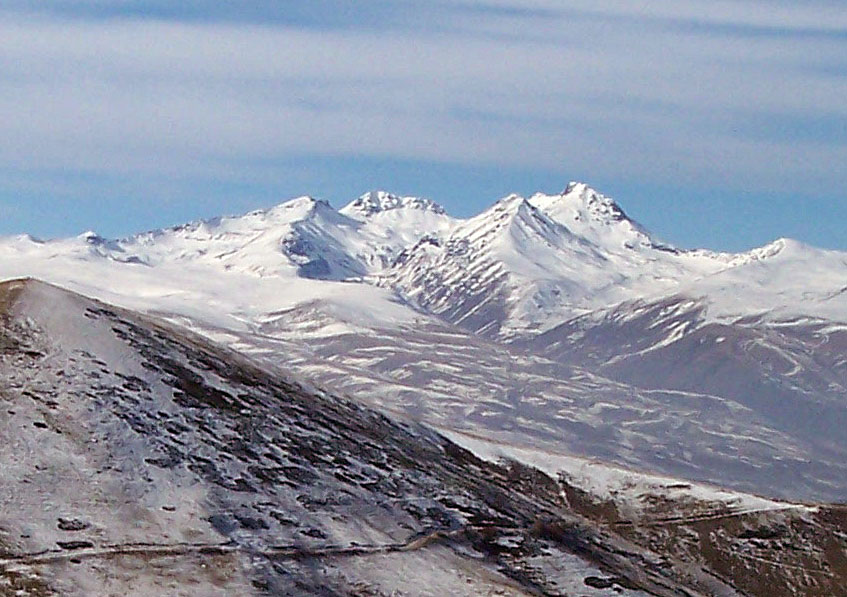
Aragac v zimě
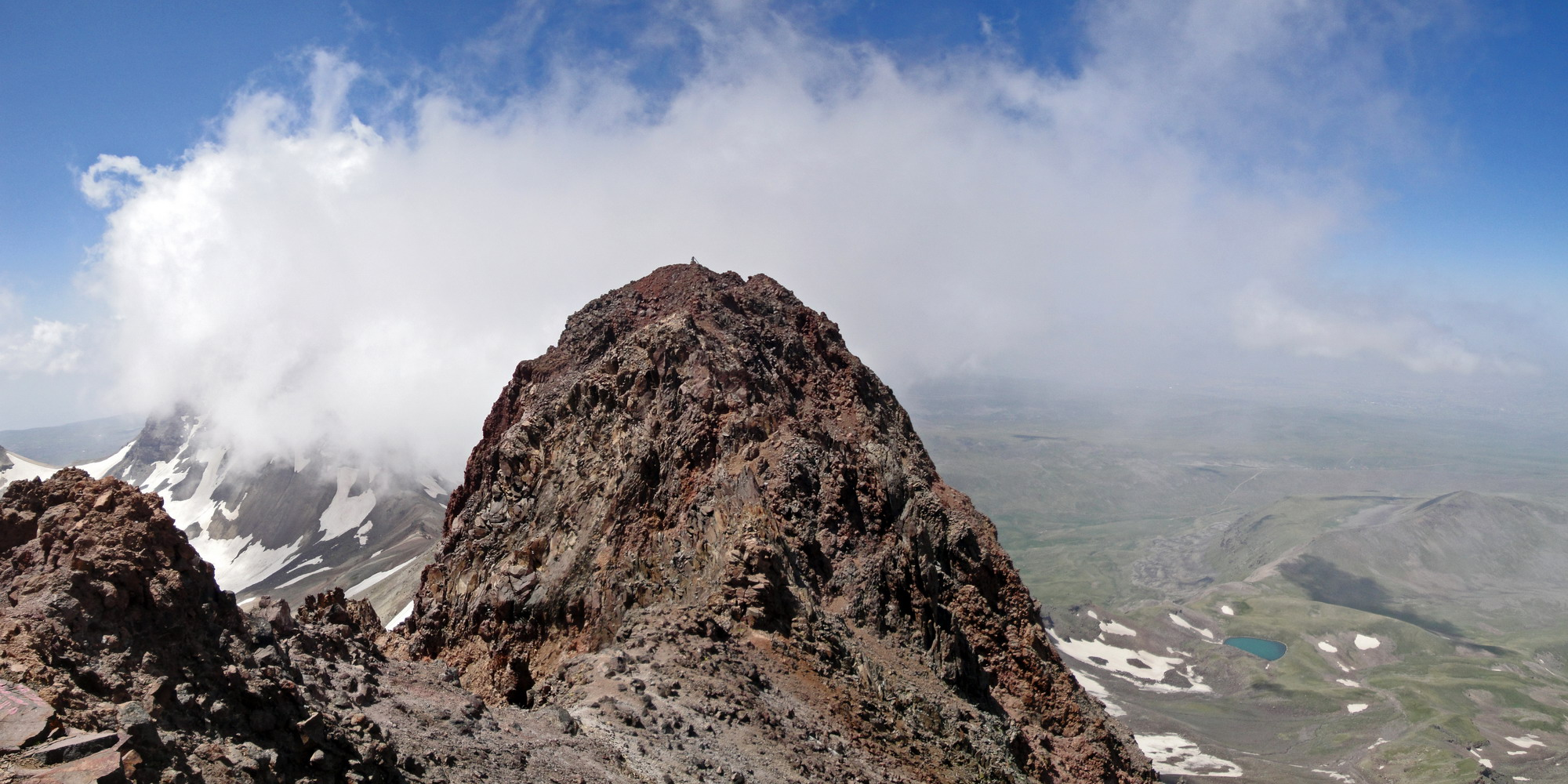
Severní vrchol